# 석세
석세 (石世, 339년 ~ 349년, 재위：349년)는 중국 오호 십육국 시대 후조(後趙)의 제4대의 황제이다. 시호나 묘호는 받지 못하였으며 폐위된 후에 초왕(譙王)에 봉해졌다.

## 생애
석세는 석호(石虎)의 아들로 어머니는 유씨(劉氏)이며 339년에 태어났다. 석호는 348년에 태자 석선(石宣)의 모반을 처단하고 난 후에 장성한 아들을 태자로 삼으면 다시 모반을 일으킬 것이라 생각하고 10세의 석세를 태자로 삼았다. 그리고 장시(張豺), 장거(張舉), 이농(李農) 등을 석세의 측근으로 보필하게 하였다. 349년에 병으로 쇠약해진 석호는 태자가 어렸기 때문에 이를 보필하도록 팽성왕 석준을 대장군으로 삼아 관중(關中 : 산시성 중부)을 진수하게 하였으며 연왕(燕王) 석빈(石斌)을 승상으로 임명하였다. 그러나 석세의 모후 유씨는 석준이나 석빈이 황위를 찬탈할 것을 두려워하여 이들을 축출하려 하였다. 마침 석호의 병세가 깊어졌기 때문에 유씨는 석빈을 속여 수도 업(鄴)으로 오는 것을 막다가 황명을 위조하여 살해하였으며, 업으로 들어온 석준도 석호를 만나지 못하게 하였다. 석준이 부임지로 떠나고 난 후 석호가 죽자, 석세가 즉위하였다.
황태후(皇太后)가 된 유씨는 석준과 의양왕 석감을 좌·우승상으로 삼아 회유하려 하였다. 정권을 잡은 장시, 장거, 이농 등은 곧 내분을 일으켰고, 패배한 이농은 광종(廣宗)으로 달아나 유민을 모아 반군을 조직하였다. 이에 장시는 장거를 보내 이농을 공격하게 하였다. 이로 인해 업을 수비하는 병력이 외부로 돌려졌으며, 이때를 틈타 석준이 일으킨 군대가 업을 접수하였다. 석세는 폐위되어 초왕(譙王)에 봉해졌으며 태후 유씨도 폐위되었다가 곧 살해되었다.
| 전임 아버지 무제 석호 | 제4대 후조의 황제 349년 | 후임 형 팽성왕 석준 |